# Oxira acutipennis
Oxira acutipennis là một loài bướm đêm trong họ Noctuidae.